# Championnat de Turquie de football 2010-2011
Navigation
Édition précédente Édition suivante
La saison 2010-2011 de Spor Toto Süper Lig est la cinquante-troisième édition du championnat de Turquie de football. Le premier niveau du championnat oppose dix-huit clubs turcs en une série de trente-quatre rencontres jouées durant la saison de football. La compétition débute le samedi 15 août 2010 et se termine le 22 mai 2011.
Les quatre premières places de ce championnat sont qualificatives pour les compétitions européennes que sont la Ligue des Champions et la Ligue Europa. Une autre place est attribuée au vainqueur de la Coupe de Turquie.
Diyarbakırspor, Denizlispor et Ankaraspor quittent la division et sont remplacés par Karabükspor, champion de 1.Lig la saison précédente, Bucaspor et Konyaspor.

## Les 18 clubs participants
| Club           | Ville     | Dernière montée | Classement 2009-2010 | Entraîneurs                                                         | Depuis | Stade                       | Capacité théorique |
| -------------- | --------- | --------------- | -------------------- | ------------------------------------------------------------------- | ------ | --------------------------- | ------------------ |
| Fenerbahçe     | Istanbul  | 1959            | 2                    | Aykut Kocaman                                                       | 2010   | Stade Şükrü Saraçoğlu       | 52 000             |
| Galatasaray    | Istanbul  | 1959            | 3                    | Frank Rijkaard (20/10/2010) Gheorghe Hagi (22/03/2011) Bülent Ünder | 2011   | Türk Telekom Arena          | 52 695             |
| Beşiktaş       | Istanbul  | 1959            | 4                    | Bernd Schuster (15/03/2011) Tayfur Havutçu                          | 2011   | Stade BJK İnönü             | 32 145             |
| Trabzonspor    | Trabzon   | 1974            | 5                    | Şenol Güneş                                                         | 2009   | Stade Hüseyin Avni Aker     | 22 749             |
| Ankaragücü     | Ankara    | 1981            | 12                   | Ümit Özat (26/02/2011) Mesut Bakkal                                 | 2011   | Stade Ankara 19 Mayıs       | 21 250             |
| Gençlerbirliği | Ankara    | 1989            | 10                   | Thomas Doll (21/10/2010) Ralf Zumdick                               | 2009   | Stade Ankara 19 Mayıs       | 21 250             |
| Gaziantepspor  | Gaziantep | 1990            | 13                   | Tolunay Kafkas                                                      | 2010   | Stade Kamil Ocak            | 16 980             |
| Kayserispor    | Kayseri   | 2004            | 8                    | Shota Arveladze                                                     | 2010   | Stade Kadir Has             | 32 864             |
| Sivasspor      | Sivas     | 2005            | 15                   | Mesut Bakkal (23/10/2010) Rıza Çalımbay                             | 2010   | Stade Sivas 4 Eylül         | 16 850             |
| Bursaspor      | Bursa     | 2006            | 1                    | Ertuğrul Sağlam                                                     | 2009   | Stade Bursa Atatürk         | 25 456             |
| İstanbul BB    | Istanbul  | 2007            | 6                    | Abdullah Avcı                                                       | 2006   | Stade olympique Atatürk     | 75 145             |
| Eskişehirspor  | Eskişehir | 2008            | 7                    | Rıza Çalımbay (06/10/2010) Bülent Uygun                             | 2010   | Stade Eskişehir Atatürk     | 13 520             |
| Antalyaspor    | Antalya   | 2008            | 9                    | Mehmet Özdilek                                                      | 2008   | Stade Antalya Mardan        | 10 000             |
| Kasımpaşa      | Istanbul  | 2009            | 11                   | Yılmaz Vural (27/12/2010) Fuat Çapa                                 | 2009   | Stade Recep Tayyip Erdoğan  | 9 576              |
| Manisaspor     | Manisa    | 2009            | 14                   | Hikmet Karaman                                                      | 2010   | Stade Manisa 19 Mayıs       | 20 000             |
| Karabükspor    | Karabük   | 2010            | 1 (1.Lig)            | Yücel İldiz                                                         | 2009   | Stade Dr Necmettin Şeyhoğlu | 7 593              |
| Bucaspor       | İzmir     | 2010            | 2 (1.Lig)            | Bülent Uygun (04/10/2010) Samet Aybaba                              | 2010   | Stade Buca Arena            | 6 231              |
| Konyaspor      | Konya     | 2010            | 6 (1.Lig)            | Ziya Doğan (13/02/2011) Yılmaz Vural                                | 2011   | Stade Konya Atatürk         | 22 456             |

Légende des couleurs
- Phase de groupes de la Ligue des Champions 2010-2011
- Troisième tour de qualification de la Ligue des Champions 2010-2011
- Tour de barrages de la Ligue Europa 2010-2011
- Troisième tour de qualification de la Ligue Europa 2010-2011
- Deuxième tour de qualification de la Ligue Europa 2010-2011
- Promu de Bank Asya 1.Lig

### Localisation des villes
Cinq équipes sont domiciliées à İstanbul et deux à Ankara, capitale de la Turquie. Les autres équipes participant à la compétition sont toutes issues de villes différentes.
| \| Localisation de la Turquie en Europe \| İstanbul (5) Trabzon Ankara (2) Gaziantep Kayseri Sivas Bursa Eskişehir Antalya Manisa Karabük İzmir Konya |
| Localisation de la Turquie en Europe |

Villes hôtes des équipes de la saison

## Compétition

### Classement actuel
mise à jour : 22 mai 2011
| Rang | Équipe          | Pts | J  | G  | N  | P  | Bp | Bc | Diff |
| ---- | --------------- | --- | -- | -- | -- | -- | -- | -- | ---- |
| 1    | Fenerbahçe      | 82  | 34 | 26 | 4  | 4  | 84 | 34 | +50  |
| 2    | Trabzonspor     | 82  | 34 | 25 | 7  | 2  | 69 | 23 | +46  |
| 3    | Bursaspor (T)   | 61  | 34 | 17 | 10 | 7  | 50 | 29 | +21  |
| 4    | Gaziantepspor   | 59  | 34 | 17 | 8  | 9  | 44 | 33 | +11  |
| 5    | Beşiktaş (C)    | 54  | 34 | 15 | 9  | 10 | 53 | 36 | +17  |
| 6    | Kayserispor     | 51  | 34 | 14 | 9  | 11 | 45 | 44 | +1   |
| 7    | Eskişehirspor   | 47  | 34 | 12 | 11 | 11 | 41 | 40 | +1   |
| 8    | Galatasaray     | 46  | 34 | 14 | 4  | 16 | 41 | 46 | -5   |
| 9    | Karabükspor (P) | 44  | 34 | 12 | 8  | 14 | 46 | 53 | -7   |
| 10   | Manisaspor      | 43  | 34 | 13 | 4  | 17 | 49 | 51 | -2   |
| 11   | İstanbul BB     | 42  | 34 | 12 | 6  | 16 | 40 | 45 | -5   |
| 12   | Antalyaspor     | 42  | 34 | 10 | 12 | 12 | 41 | 48 | -7   |
| 13   | Ankaragücü      | 41  | 34 | 10 | 11 | 13 | 52 | 62 | -10  |
| 14   | Gençlerbirliği  | 40  | 34 | 10 | 10 | 14 | 43 | 51 | -8   |
| 15   | Sivasspor       | 35  | 34 | 8  | 11 | 15 | 43 | 57 | -14  |
| 16   | Bucaspor (P)    | 26  | 34 | 6  | 8  | 20 | 37 | 65 | -28  |
| 17   | Konyaspor (P)   | 24  | 34 | 4  | 12 | 18 | 28 | 49 | -21  |
| 18   | Kasimpaşaspor   | 23  | 34 | 5  | 8  | 21 | 28 | 71 | -43  |

Qualifications européennes et relégation
Ligue des Champions 2011-2012
- 1er : phase de groupes
- 2e : 3e tour de qualification pour non-champions

Ligue Europa 2011-2012
- (C) : tour de barrages
- 3e : 3e tour de qualification
- 4e : 2e tour de qualification
- 16e, 17e et 18e : relégation en Bank Asya 1.Lig 2011-2012

Abréviations
(T) : Tenant du titre

(C) : vainqueur de la Coupe de Turquie 2010-2011

(P) : promu de Bank Asya 1.Lig 2009-2010
Note : le classement est établi selon le site officiel de la Fédération de Turquie de football,

#### Journée par journée
mise à jour : 16 mai 2011

### Rencontres
| Résultats (▼dom., ►ext.)                                   | Ank | Ant | BJK | Buc | Bur    | Esk | FB  | GS  | Gaz | Gen | IBB | Kar | Kas | Kay | Kon | Man | Siv | TS  |
| Ankaragücü                                                 |     | 2-3 | 1-0 | 5-3 | 1-5    | 2-2 | 2-1 | 3-2 | 0-2 | 2-4 | 2-2 | 0-0 | 3-0 | 1-1 | 4-1 | 1-3 | 1-1 | 0-2 |
| Antalyaspor                                                | 2-2 |     | 0-2 | 3-3 | 2-2    | 2-2 | 0-1 | 3-0 | 0-1 | 0-0 | 1-0 | 1-2 | 3-1 | 2-1 | 1-0 | 1-4 | 1-1 | 0-0 |
| Beşiktaş (BJK)                                             | 4-0 | 2-1 |     | 5-1 | 1-0    | 3-1 | 2-4 | 2-0 | 1-1 | 2-2 | 0-2 | 1-1 | 1-1 | 4-2 | 2-2 | 2-3 | 2-1 | 1-2 |
| Bucaspor                                                   | 0-0 | 1-0 | 0-1 |     | 0-2    | 0-0 | 3-5 | 0-1 | 2-1 | 3-1 | 0-2 | 2-1 | 4-0 | 3-3 | 3-2 | 1-1 | 0-4 | 1-2 |
| Bursaspor                                                  | 0-0 | 2-3 | 0-3 | 1-0 |        | 2-1 | 1-1 | 2-0 | 1-4 | 1-0 | 1-1 | 2-2 | 2-1 | 2-0 | 1-0 | 2-1 | 2-1 | 0-2 |
| Eskişehirspor                                              | 0-0 | 0-0 | 2-0 | 1-0 | 1-1    |     | 1-3 | 1-3 | 0-1 | 0-0 | 1-0 | 1-0 | 4-0 | 1-2 | 1-0 | 2-1 | 2-1 | 0-0 |
| Fenerbahçe (FB)                                            | 6-0 | 4-0 | 1-1 | 5-2 | 0-0    | 4-2 |     | 0-0 | 1-0 | 3-0 | 2-0 | 2-1 | 2-0 | 2-0 | 2-0 | 4-2 | 1-0 | 2-0 |
| Galatasaray (GS)                                           | 2-4 | 2-1 | 1-2 | 1-0 | 0-2    | 4-2 | 1-2 |     | 1-0 | 0-2 | 3-1 | 0-0 | 3-1 | 1-1 | 2-0 | 0-2 | 1-0 | 0-1 |
| Gaziantepspor                                              | 3-2 | 2-1 | 0-0 | 2-0 | 0-3[1] | 2-1 | 2-1 | 1-0 |     | 1-1 | 4-1 | 0-0 | 0-0 | 2-0 | 2-2 | 1-0 | 3-1 | 1-3 |
| Gençlerbirliği                                             | 1-0 | 2-3 | 0-2 | 1-0 | 1-5    | 0-1 | 2-4 | 2-3 | 0-0 |     | 2-1 | 2-3 | 1-1 | 4-1 | 2-1 | 2-0 | 1-1 | 1-2 |
| İstanbul BB (IBB)                                          | 1-4 | 1-1 | 2-1 | 2-1 | 0-0    | 0-2 | 0-1 | 3-1 | 1-0 | 0-1 |     | 2-1 | 3-1 | 0-2 | 1-0 | 0-0 | 1-2 | 1-3 |
| Karabükspor                                                | 5-1 | 2-0 | 1-4 | 3-0 | 1-1    | 1-2 | 0-1 | 2-1 | 3-2 | 3-0 | 0-2 |     | 1-3 | 0-0 | 2-1 | 2-1 | 2-1 | 0-4 |
| Kasımpaşaspor                                              | 2-1 | 2-3 | 0-1 | 0-0 | 0-3    | 0-2 | 2-6 | 0-3 | 0-1 | 1-1 | 1-3 | 1-2 |     | 1-2 | 2-2 | 1-0 | 2-0 | 0-7 |
| Kayserispor                                                | 2-1 | 2-0 | 1-0 | 2-0 | 1-0    | 2-2 | 2-0 | 0-0 | 1-2 | 1-1 | 3-2 | 1-0 | 1-3 |     | 1-3 | 1-2 | 4-1 | 0-0 |
| Konyaspor                                                  | 0-2 | 0-0 | 1-1 | 1-1 | 0-0    | 2-1 | 1-4 | 0-1 | 0-2 | 2-1 | 0-0 | J06 | 2-2 | 0-1 |     | 0-0 | 1-1 | 1-2 |
| Manisaspor                                                 | 0-3 | 1-2 | 0-0 | 4-2 | 0-2    | 3-1 | 1-3 | 2-3 | 2-0 | 0-3 | 1-0 | 4-2 | 2-1 | 0-2 | 0-1 |     | 3-0 | 1-2 |
| Sivasspor                                                  | 1-1 | 1-1 | 1-0 | 1-1 | 0-2    | 1-1 | 3-4 | 2-1 | 1-1 | 1-1 | 0-4 | 5-1 | 1-1 | 1-0 | 1-0 | 4-2 |     | 2-3 |
| Trabzonspor (TS)                                           | 1-1 | 0-0 | 1-0 | 2-0 | 1-0    | 0-0 | 3-2 | 2-0 | 3-0 | 3-1 | 3-1 | 3-0 | 1-0 | 3-3 | 1-0 | 1-3 | 6-1 |     |
| - Victoire à domicile - Match nul - Victoire à l'extérieur |     |     |     |     |        |     |     |     |     |     |     |     |     |     |     |     |     |     |

1.  Match arrêté par l'arbitre en cours de jeu, le score de 0-3 fut décidé par la fédération le 12 octobre 2010.

## Événements de la saison

### Octobre 2010
- 12 octobre : la Fédération de Turquie de football communique la décision d'attribuer la victoire à Bursaspor 0-3 pour le match entre Gaziantepspor et Bursaspor du 20 septembre 2010, arrêté par l'arbitre alors que le score était de 0-1[5].
- 15-18 octobre (8e journée) : Bursaspor reçoit Karabükspor et concède son deuxième match nul d'affilée (2-2). Bursaspor conserve la première place du classement mais son avance se réduit.

### Décembre 2010
jjuu

### Février 2011
- 12-14 février (21e journée) : Trabzonspor s'impose sur le terrain de Sivasspor et accroît son avance sur son dauphin Bursaspor tenu en échec sur le terrain de Eskişehirspor. Beşiktaş et Galatasaray s'incline tous les deux à l'extérieur respectivement face à Ankaragücü et Gaziantepspor. Fenerbahçe s'impose dans un match important face à un candidat direct au titre, Kayserispor, sur le score de 2-0.
- 18-21 février (22e journée) : Vainqueur lundi soir sur le terrain de Manisaspor, Trabzonspor conserve la tête du championnat. Bursaspor se fait humilié à domicile face à Gaziantepspor sur le score de 4-1 et perd sa deuxième place aux dépens de Fenerbahçe large vainqueur dans le derby face à Beşiktaş. Kayserispor ne lâche rien pour la qualification à l'Europe et s'impose face à Antalyaspor. En bas de tableau, Kasımpaşa obtient sa deuxième victoire consécutive aux dépens de Ankaragücü et revient à 4 points du 1er non-relégable.
- 25-28 février (23e journée) : Alors que Fenerbahçe et Bursaspor obtiennent tous deux des victoires respectivement conquises face à Kasımpaşa et Bucaspor sur le score de 2-0, Trabzonspor décroche dans les dernières minutes du match le match nul face à Kayserispor dans un match de but finissant sur le score de 3-3. L'avance se réduit donc pour Trabzonspor qui passe deuxième dû au fait de la différence de but aux dépens de Fenerbahçe. Gaziantepspor s'impose à domicile face à Eskişehirspor et revient à 3 points du 4e, Kayserispor. Beşiktaş renoue avec le goût de la victoire en s'imposant sur le terrain de Antalyaspor. Dans le fond du classement, aucun changement à noter.

### Mars 2011
- 04-7 mars (24e journée) : Fenerbahçe et Trabzonspor empoche les 3 points en remportant tous les deux leurs matchs à l'extérieur face à Gençlerbirliği et Beşiktaş. Grâce à la différence de but, le club stambouliote conserve la première place. Bursaspor décroche un match nul à domicile et laisse filer 2 points importants. Le tenant du titre voit son trophée de plus en plus s'envoler et se retrouve troisième, à 5 points des leaders. Gaziantepspor revient au même nombre de points que Kayserispor qui s'incline à domicile. Galatasaray obtient le point du match nul face à Kardemir DÇ Karabükspor et tire un trait sur l'Europe la saison prochaine après s'être fait éliminer de la Coupe de Turquie. Le bas de tableau reste inchangé, Bucaspor, Konyaspor et Kasımpaşa s'inclinant tous les trois.
- 11-13 mars (25e journée) : La lutte continue d’être serrée entre Fenerbahçe et Trabzonspor, tous deux victorieux et qui pour la 3e semaine consécutive se départagent la tête du classement uniquement grâce à la différence de but en faveur de Fenerbahçe. Derrière, Bursaspor à presque dit au revoir à son titre en ne prenant qu'un point sur la pelouse de Kardemir DÇ Karabükspor et est distancé à 7 points des 2 leaders. Plus loin, la 4e place reste aussi disputé entre Kayserispor et Gaziantepspor alors que les deux équipes s'inclinent respectivement face à Sivasspor et Bucaspor. Beşiktaş ne prenant qu'un point sur la pelouse de Manisaspor, l'équipe cede sa 6e place au profit de Eskişehirspor. Galatasaray quant à eux s'enfonce un peu plus en concédant son 3e match à suivre sans victoire. En bas de tableau, Bucaspor sort la tête de l'eau en s'imposant face à Gaziantepspor. Konyaspor et Kasımpaşa s'inclinent tous les deux et restent dans la zone rouge.
- 18-21 mars (26e journée) : Fenerbahçe remporte le grand derby face à Galatasaray qui s'enfonce un peu plus dans le classement. Cette défaite entraînera le limogeage de Gheorghe Hagi. De son côté, Trabzonspor décroche les 3 points dans les dernières secondes face à Gençlerbirliği. Bursaspor aligne son troisième match nul à suivre et tente de conserver sa 3e place. Gaziantepspor prend la 4e place synonyme de qualification européenne aux dépens de Kayserispor qui s'incline sur le terrain de Beşiktaş. Le club stambouliote reste 7e à 2 points de Eskişehirspor toujours 6e. Dans un match important pour le maintien, Sivasspor s'impose sans problème sur le terrain de Bucaspor (0-4) et s’éloigne à 4 points du premier non-relégable. Kasımpaşa s'impose face à Manisaspor et revient au même nombre de points que Konyaspor ayant pris un point à domicile face à Antalyaspor.

### Avril 2011
- 02-4 avril (27e journée) : Trabzonspor s'impose à domicile face à Konyaspor sur le plus petit des scores (1-0). De son côté, après 10 victoires de rang, Fenerbahçe concède le nul à domicile face au tenant en titre, Bursaspor (0-0), qui lui conserve sa 3e place. Pour la 4e place, malgré la défaite surprise de Kayserispor à domicile face à Kasımpaşa (1-3), Gaziantepspor n'en profite pas pour accroître son avance en laissant lui aussi filer 3 points précieux sur le terrain de Kardemir DÇ Karabükspor (3-2). Eskişehirspor quant à lui, avait l'occasion de passer devant Kayserispor mais a lui aussi laisser filer les 3 points sur le terrain d'Ankaragücü (2-2). Beşiktaş pouvait eux aussi retrouver un petit espoir en revenant à 4 points de Gaziantepspor mais s'incline sur le terrain de Sivasspor (1-0) qui obtient 3 point très importants pour le maintien. Pour le premier match de son nouvel entraîneur, Galatasaray prend une grosse claque sur le terrain d'Antalyaspor (3-0) et chute à la 13e place et reste maintenant sur 3 défaites consécutives. Dans la lutte pour le maintien, à 7 journées de la fin, Sivasspor, grâce à sa victoire, sera difficile à rattraper par les 3 équipes occupant actuellement la zone rouge : Bucaspor, Kasımpaşa et Konyaspor.
- 08-11 avril (28e journée) : Match important pour Trabzonspor qui confirme sa première place grâce à une victoire acquise sur le terrain de Galatasaray (0-1). Fenerbahçe ne lâche rien et s'impose contre Eskişehirspor (1-3). Pour la troisième place du podium, Bursaspor perd 3 points important sur sa pelouse face à une bonne équipe de Antalyaspor (2-3) et qui voit se rapprocher Gaziantepspor qui confirme sa belle quatrième place grâce à une victoire aux dépens d'Ankaragücü (3-2) à 3 points. Derrière, Kayserispor aligne sa 5e défaite d'affilée face à Gençlerbirliği (4-1). Beşiktaş prend la 5e place en renouant avec la victoire en s'imposant face à Kasımpaşa (0-1) qui reste dans la zone rouge. Malgré la victoire de Bucaspor à domicile contre Kardemir DÇ Karabükspor (2-1), Sivasspor ne se laisse pas abattre et va chercher les 3 points sur la pelouse de İstanbul BB (1-2). Les 3 relégables ne changent pas.
- 15-18 avril (29e journée) : Trabzonspor devait vraiment confirmer sa 1re place en affrontant Bursaspor qui lui lutte pour la 3e place. C'est finalement les "Grenat et Bleu" qui s'impose à domicile sur le score de 1-0. Pour Fenerbahçe, c'était difficile aussi, en affrontant l'autre équipe qui désire conserver sa 4e : Gaziantepspor. "Les Canaris" remportent les 3 points dans les dernières seconde du temps additionnel. En n'obtenant qu'un point à domicile face à Gençlerbirliği (2-2), Beşiktaş revient au même nombre de points que Kayserispor et Eskişehirspor qui concède respectivement une défaite à domicile face à Konyaspor (1-3) et un match nul sur le terrain de Antalyaspor (2-2). Beşiktaş prend la 5e place grâce à la différence de buts. Galatasaray sort la tête de l'eau et obtient 3 points importants pour la lutte pour le maintien sur la pelouse de Manisaspor (2-3). Parmi les relégables, seulement Konyaspor s'impose tandis que Kasımpaşa et Sivasspor se quitte sur un match nul dans un match pour le maintien. Bucaspor s'incline à Ankaragücü dans un match très prolifique (5-3).

### Mai 2011
- 30-2 mai (31e journée) : Fenerbahçe conserve sa première place en s'imposant face à İstanbul BB (2-0). Trabzonspor ne veut pas laisser filer le titre et empoche les 3 points contre le quatrième, Gaziantepspor (3-0). Malgré la défaite des joueurs de Gaziantep, Bursaspor n'en profite pas pour accroître sa troisième place et sombre à Kayserispor (1-0) dans un match très chaud voyant 3 cartons rouges. Dans le derby stambouliote, Beşiktaş obtient les 3 points face à Galatasaray (2-0) qui sombre un peu plus à chaque match. Dans la lutte pour le maintien, les 3 équipes décrochent chacune le match nul et le suspens reste complet.
- 06-9 mai (32e journée) : Fenerbahçe s'impose 1-0 sur le terrain de Kardemir DÇ Karabükspor et garde sa première place. Mais, Trabzonspor ne lâche rien et s'impose dans les dernières minutes sur le terrain de Bucaspor (1-2). Un beau match entre Bursaspor et Beşiktaş devait avoir lieu mais fut reporté pour cause de violence entre les supporters. Le club de Bursa risque gros sur cette affaire. Comptant donc un match de moins, Bursaspor se fait rejoindre au classement par Gaziantepspor mais garde la troisième place du fait de la différence de but. Kayserispor aligne sa deuxième victoire d'affilée et prend la cinquième place. Galatasaray s'impose à domicile (3-1) mais reste tout de même trop irrégulier. En bas de tableau, Sivasspor décroche le point du match nul face à Ankaragücü (1-1) et condamne Bucaspor, Kasımpaşa et Konyaspor qui descendront à la fin de la saison.

## Statistiques individuelles

### Classement des buteurs
| Rang | Joueur           | Club          | Buts |
| ---- | ---------------- | ------------- | ---- |
| 1    | Alex             | Fenerbahçe    | 28   |
| 2    | Burak Yılmaz     | Trabzonspor   | 19   |
| 3    | Mamadou Niang    | Fenerbahçe    | 15   |
| 4    | Emmanuel Emenike | Karabükspor   | 14   |
| 5    | Umut Bulut       | Trabzonspor   | 13   |
| 5    | Necati Ateş      | Antalyaspor   | 13   |
| 7    | Josh Simpson     | Manisaspor    | 12   |
| 7    | Olcan Adın       | Gaziantepspor | 12   |
| 7    | Jajà             | Trabzonspor   | 12   |

### Classement des passeurs
| Rang | Joueur             | Club          | Passes |
| ---- | ------------------ | ------------- | ------ |
| 1    | Alex               | Fenerbahçe    | 12     |
| 2    | Selçuk İnan        | Trabzonspor   | 11     |
| 3    | Pablo Batalla      | Bursaspor     | 9      |
| 4    | Victor Ismael Sosa | Gaziantepspor | 7      |
| 4    | Serkan Balcı       | Trabzonspor   | 7      |